# 紀元前488年
紀元前488年（きげんぜん488ねん）は、ローマ暦の年である。
当時は、「ルティウスとフリウスが共和政ローマ執政官に就任した年」として知られていた（もしくは、それほど使われてはいないが、ローマ建国紀元266年）。紀年法として西暦（キリスト紀元）がヨーロッパで広く普及した中世時代初期以降、この年は紀元前488年と表記されるのが一般的となった。

## 他の紀年法
- 干支 : 癸丑
- 日本
  - 皇紀173年
  - 懿徳天皇23年
- 中国
  - 周 - 敬王32年
  - 魯 - 哀公7年
  - 斉 - 悼公元年
  - 晋 - 定公24年
  - 秦 - 悼公3年
  - 楚 - 恵王元年
  - 宋 - 景公29年
  - 衛 - 出公5年
  - 陳 - 湣公14年
  - 蔡 - 成侯3年
  - 曹 - 伯陽14年
  - 鄭 - 声公13年
  - 燕 - 孝公5年
  - 呉 - 夫差8年
- 朝鮮
  - 檀紀1846年
- ベトナム :
- 仏滅紀元 : 57年
- ユダヤ暦 : 3273年 - 3274年

## できごと

### ギリシア
- ヒッパルコスは、アケメネス朝との融和を望んだため、アテナイ市民に陶片追放された。

### シチリア
- テロンがアクラガスの僭主になった。

### 中国
- 宋の皇瑗が鄭に侵攻した。
- 晋の魏侈が衛に侵攻した。
- 呉が魯と鄫で会見した。呉は魯に百牢を要求した。
- 魯が邾に侵攻した。
- 宋が曹を包囲し、鄭の駟弘が曹を救援した。